# إكليل ظنين
إكليل ظنين (خليل ظنين) (14 أغسطس 1962 -) هو رئيس جمهورية القمر الاتحادية الإسلامية السابق من 2011 إلى 2016، وكان قبل ذلك نائب رئيس جزر القمر.
فاز بالانتخابات الرئاسية القمرية 2011، حيث حصل على أعلى الأصوات (28.19%) في الدورة الأولى. ثم واجه محمد سعيد فضل وعبد الجبار في دورة الحسم. وحصل على 61.12% ليفوز بالرئاسة. وهو عضو في الحزب الحاكم، وقد أيده الرئيس السابق أحمد عبد الله سامبي. وقبل ذلك عمل في وزارة المالية كنائب الرئيس لشئون الميزانية ومشاريع المرأة. ومن 26 مارس إلى 31 مارس 2008، عمل رئيس جزيرة أنجوان المؤقت، وهي أحد جزر القمر. ظنين، هو صيدلي بالتعليم، وهو أول رئيس لجزر القمر من جزيرة موهيلي